# Aspernstrasse (métro de Vienne)
Aspernstrasse (en allemand : U-Bahn-Station Hausfeldstraße) est une station de la ligne U2 du métro de Vienne. Elle est située au centre du quartier Aspern, sur le territoire du XXIIe arrondissement Donaustadt, à Vienne en Autriche. 
Mise en service en 2010, elle est desservie par les rames de la ligne U2 du métro de Vienne, qui depuis le 28 mai 2021 ont pour terminus ouest provisoire Schottentor, avant l'ouverture du prolongement de la ligne prévu de 2028 à 2032. Elle est en correspondance avec plusieurs lignes de bus.

## Situation sur le réseau

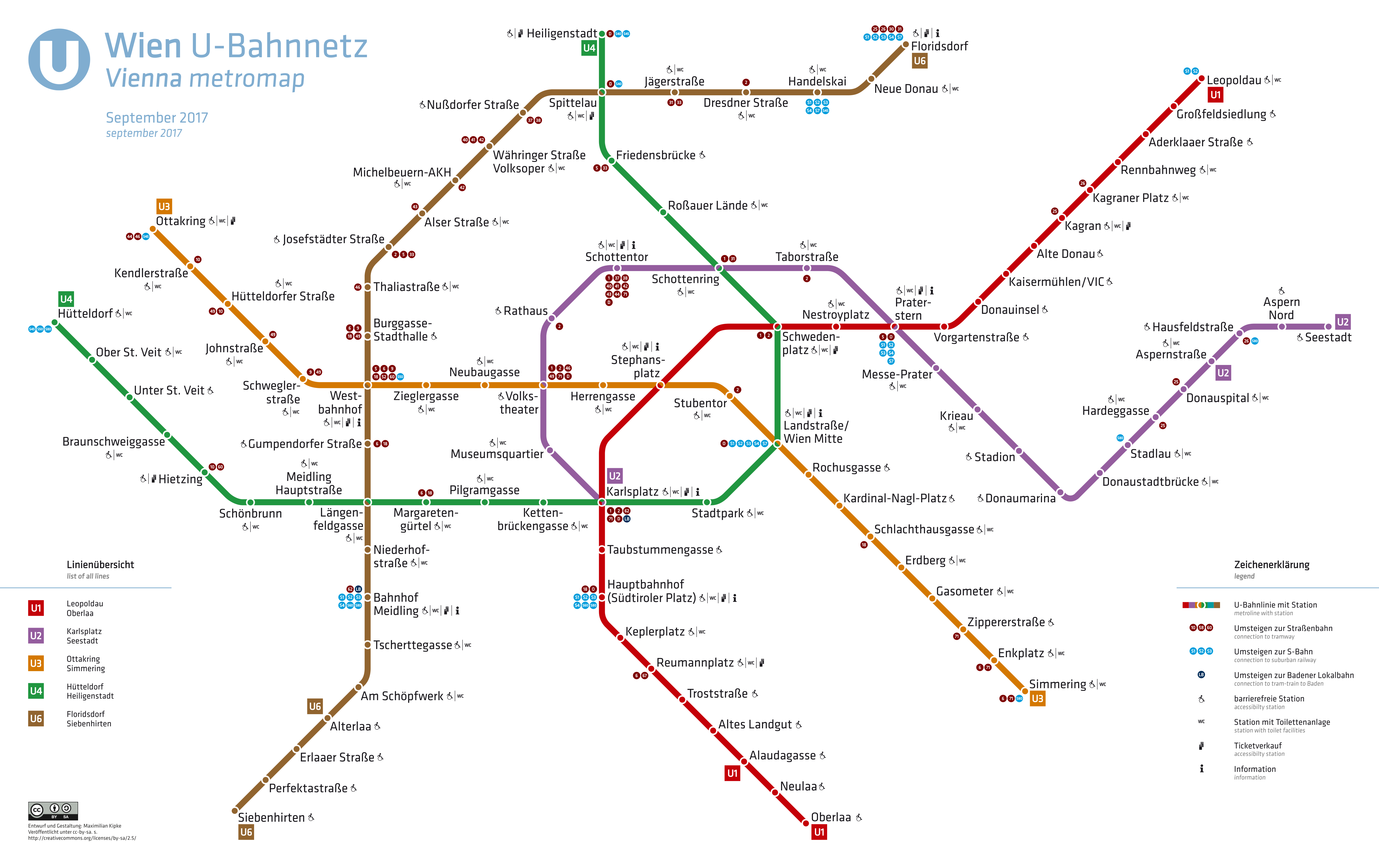
Plan du métro (2017).

Établie en aérien, Aspernstrasse est une station de passage de la ligne U2 du métro de Vienne : elle est située entre la station Hausfeldstrasse, en direction du terminus est Seestadt, et la station Donauspital, en direction du terminus ouest Schottentor. 
Elle dispose d'un quai central encadré par les deux voies de la ligne.

## Histoire
La station Aspernstrasse est mise en service le 2 octobre 2010, lors de l'ouverture à l'exploitation du prolongement de Stadion à Aspernstrasse. Elle devient une station de passage le 5 octobre 2013, lors de l'ouverture du prolongement suivant jusqu'au nouveau terminus Seestadt.
Le 28 mai 2021, la ligne est modifiée, son terminus est reste Seestadt mais son terminus ouest devient provisoirement Schottentor, après la fermeture pour travaux de la section de Schottentor à Karlsplatz. Ceci ayant lieu dans le cadre du réaménagement de cette portion de ligne et des stations pour son intégration dans la nouvelle ligne U5 automatique et la construction d'un nouveau prolongement de la ligne U2 dont l'ouverture programmée s'échelonne de 2028 à 2032,.

## Services aux voyageurs

### Accès et accueil
La station aérienne dispose, au niveau du sol, d'un hall à l'ouest, avec deux accès et un hall à l'est avec deux accès et un ascenseur pour la relation avec le quai situé au-dessus, permettant l'accessibilité aux personnes à la mobilité réduite.

Installations
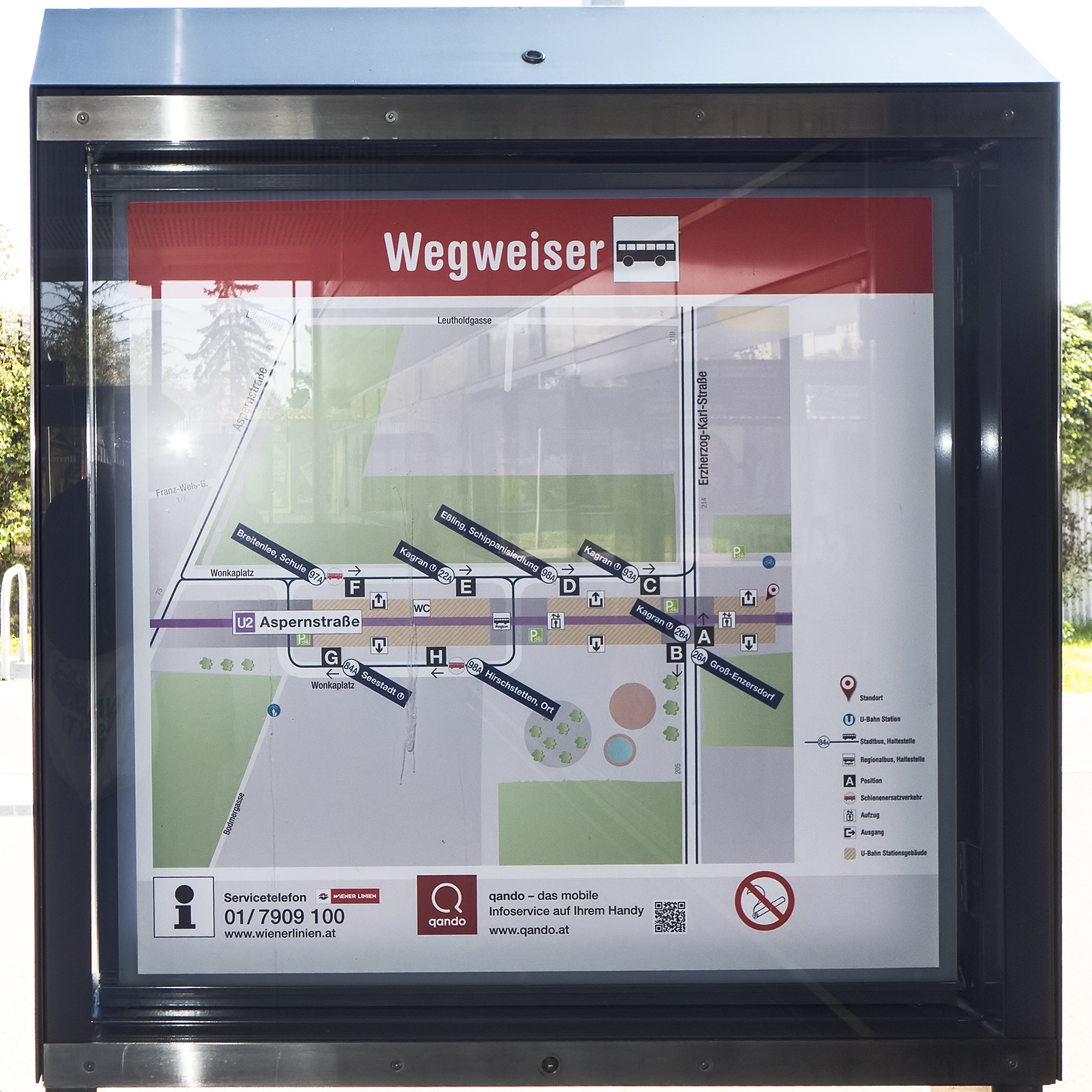
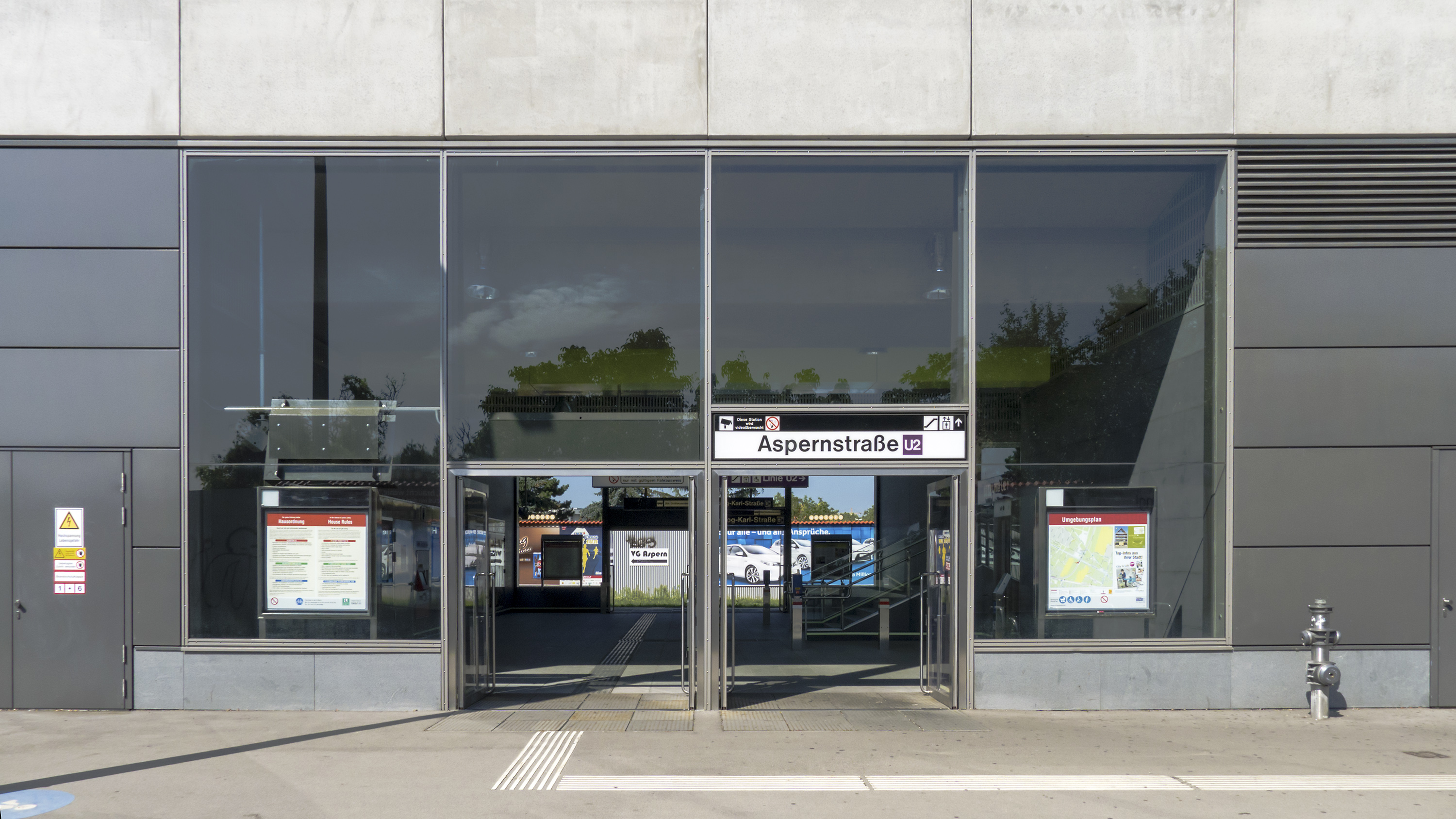
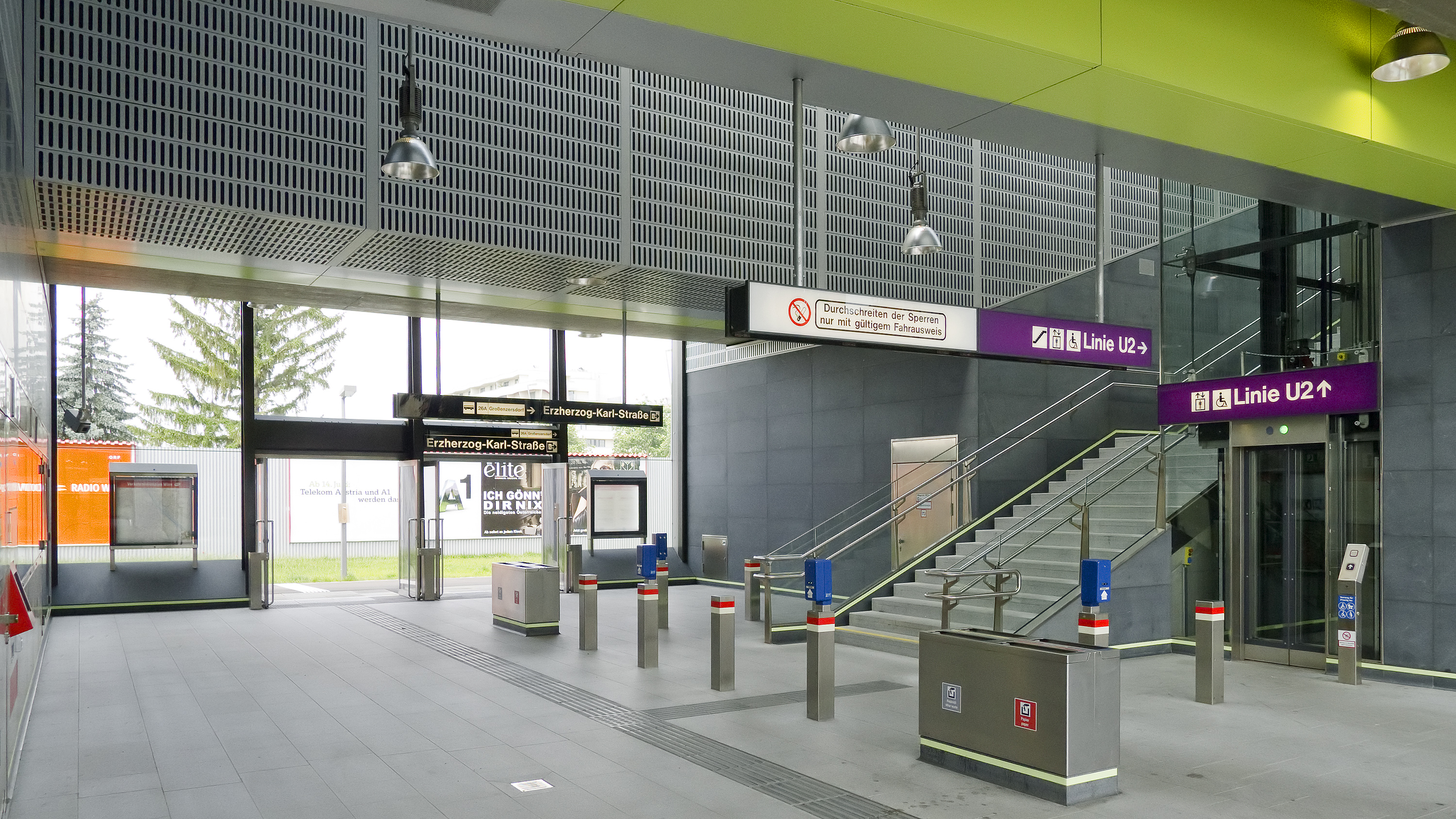

### Desserte
Aspernstrasse est desservie par les rames de la ligne U2 du métro de Vienne.

Installations et desserte
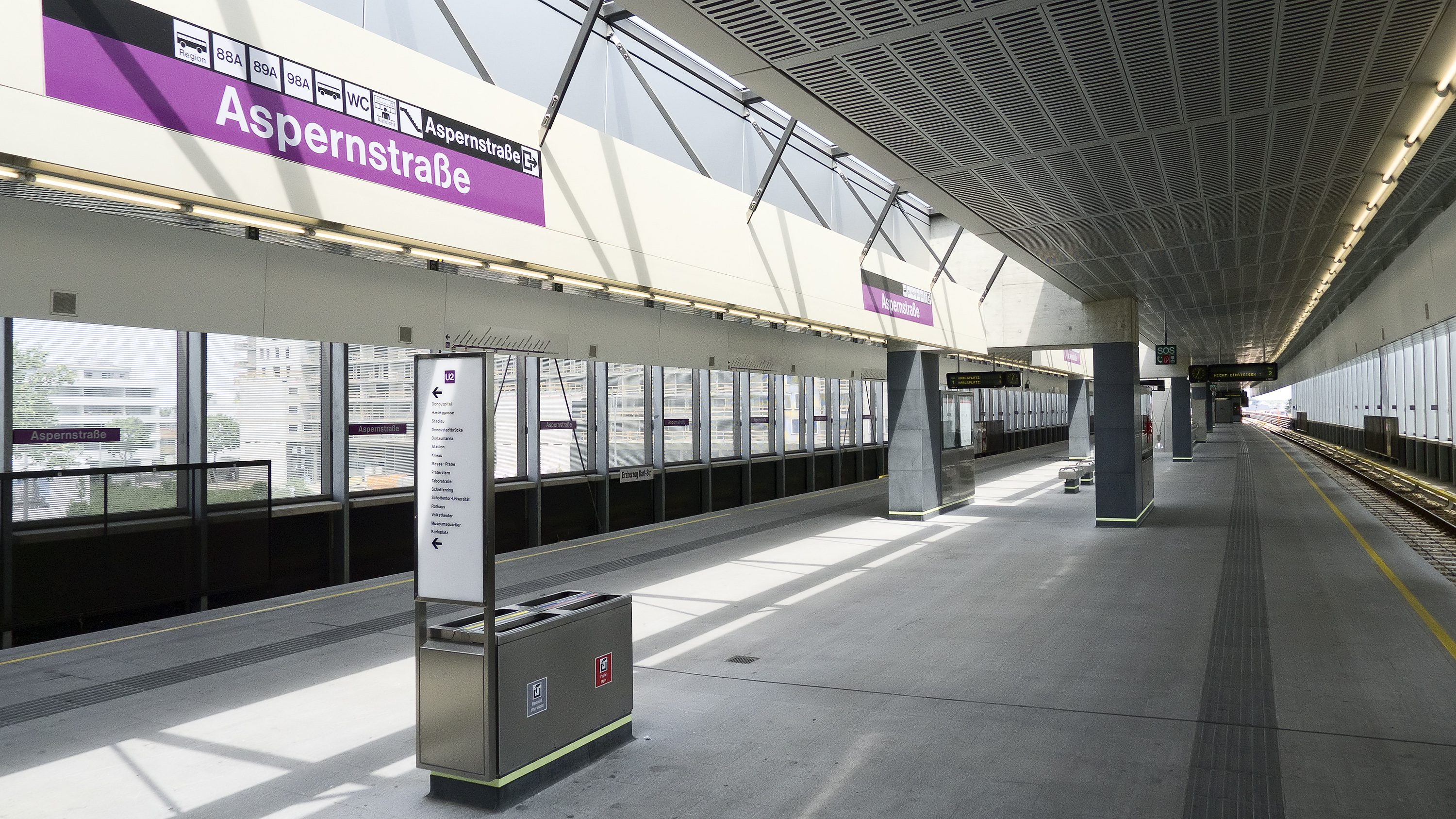
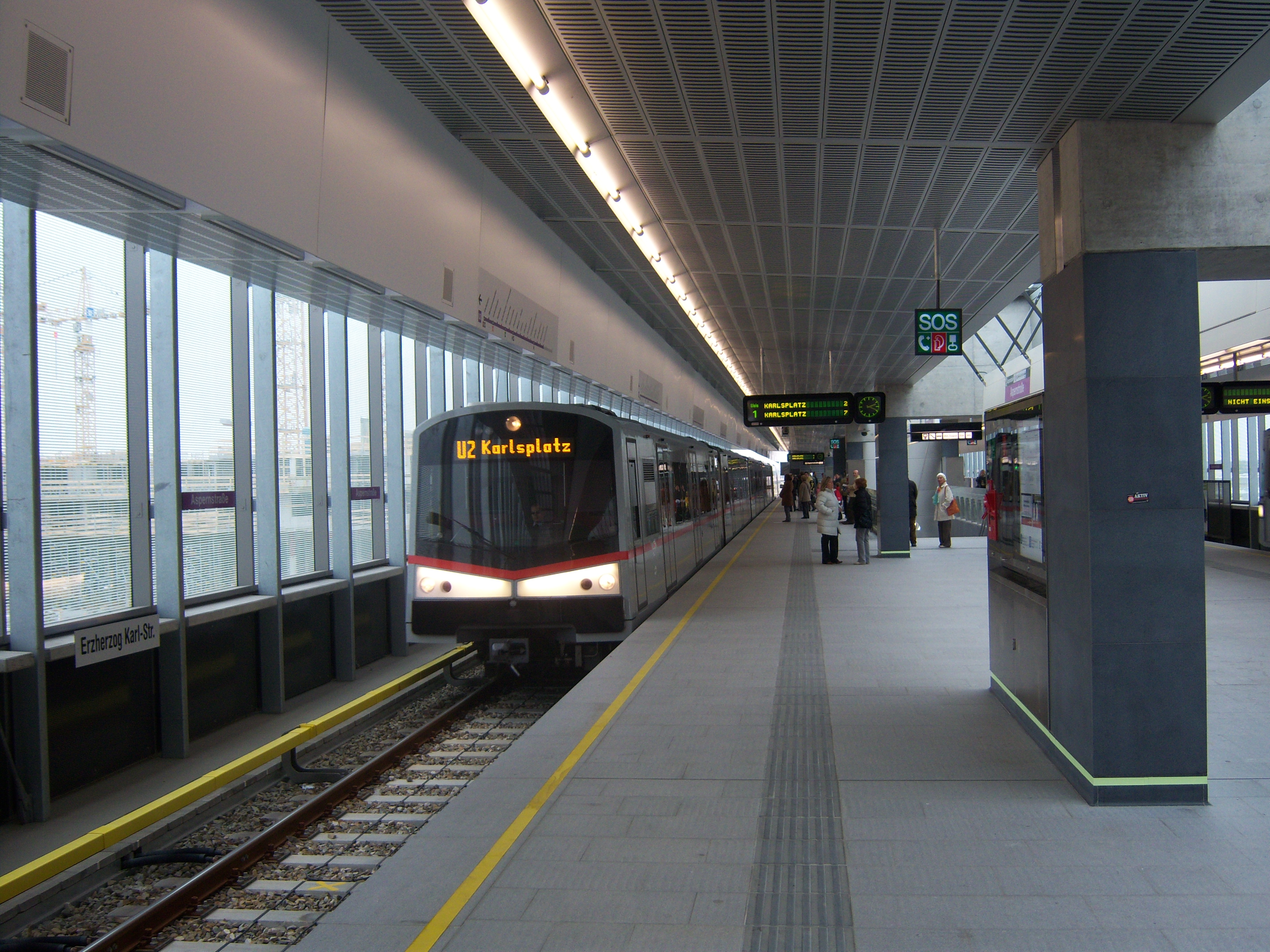
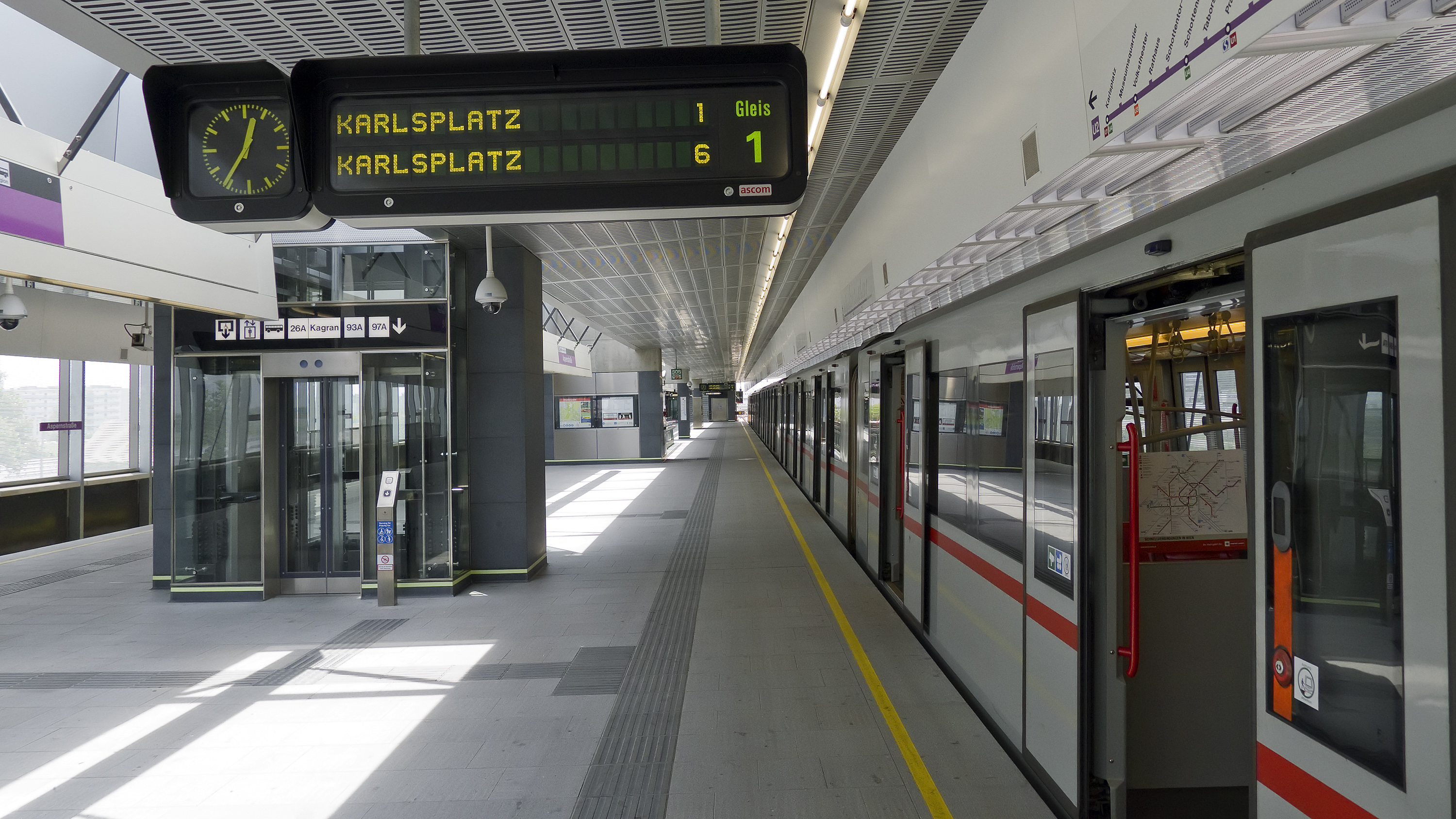

### Intermodalité
Des arrêts de bus sont situés le long de la station sur les rues en parallèle, ils sont desservis par les lignes 22A, 26A, 84A, 93A, 97A, 98A et 550.

Correspondances bus
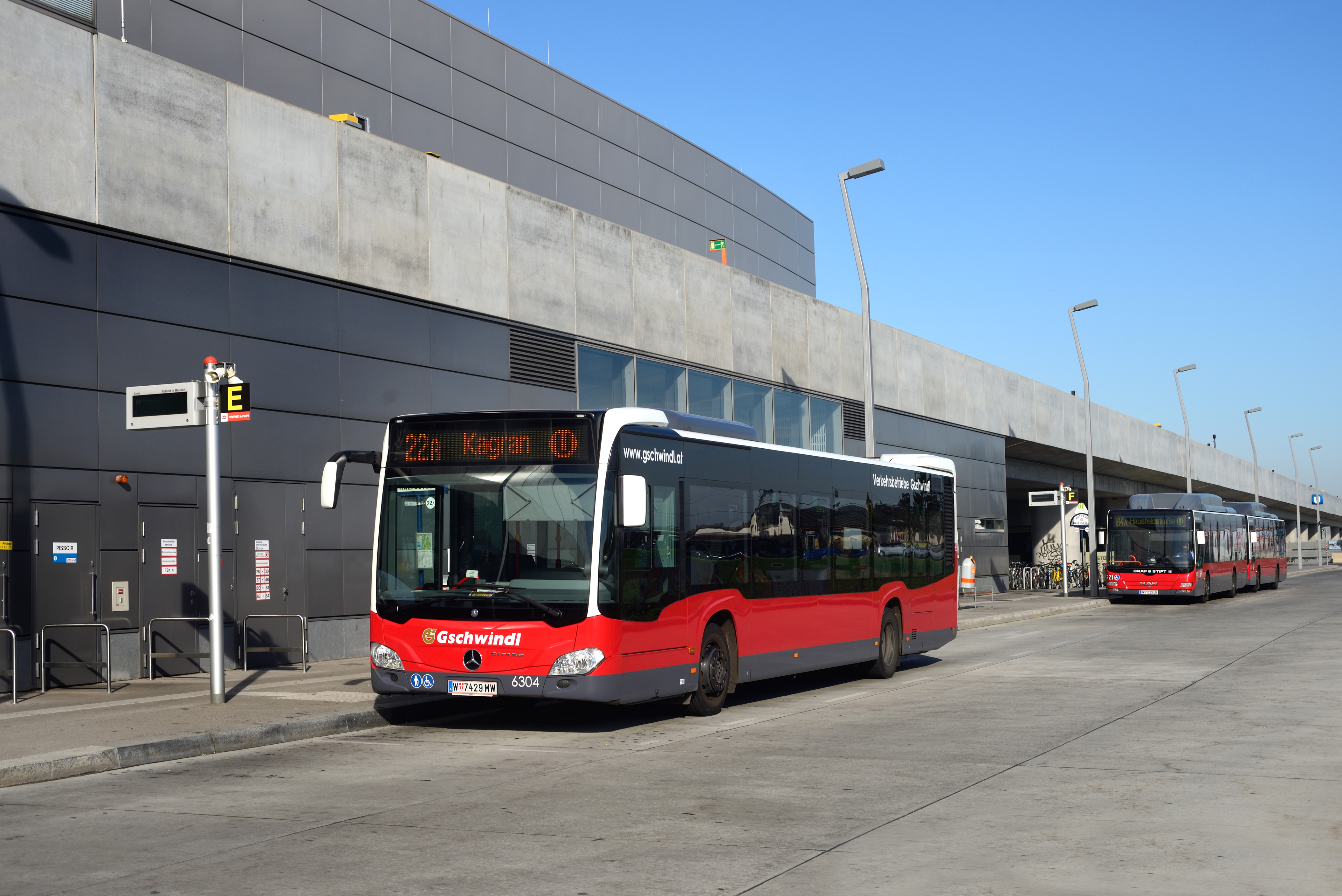
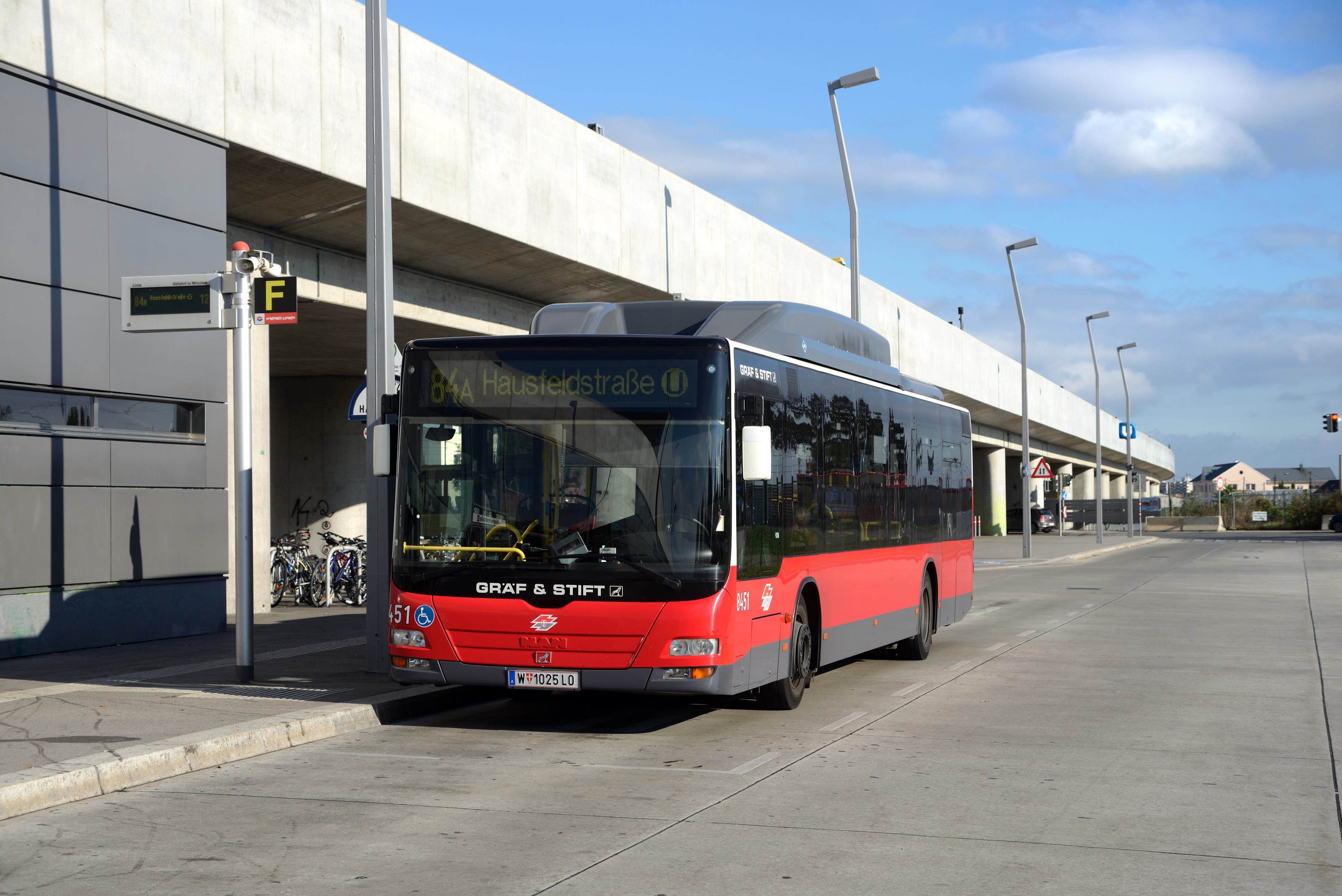
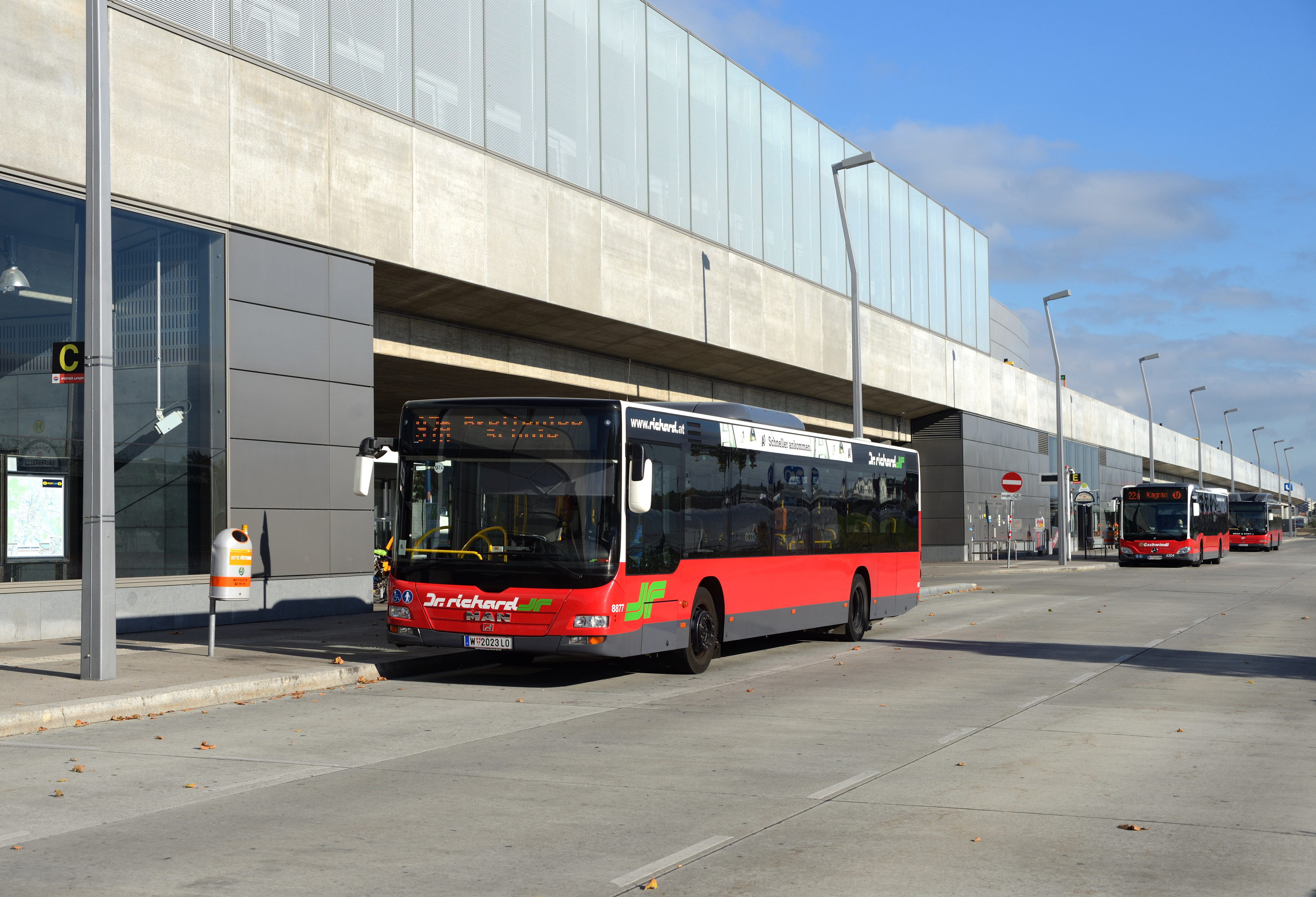